# Burg Edelštejn

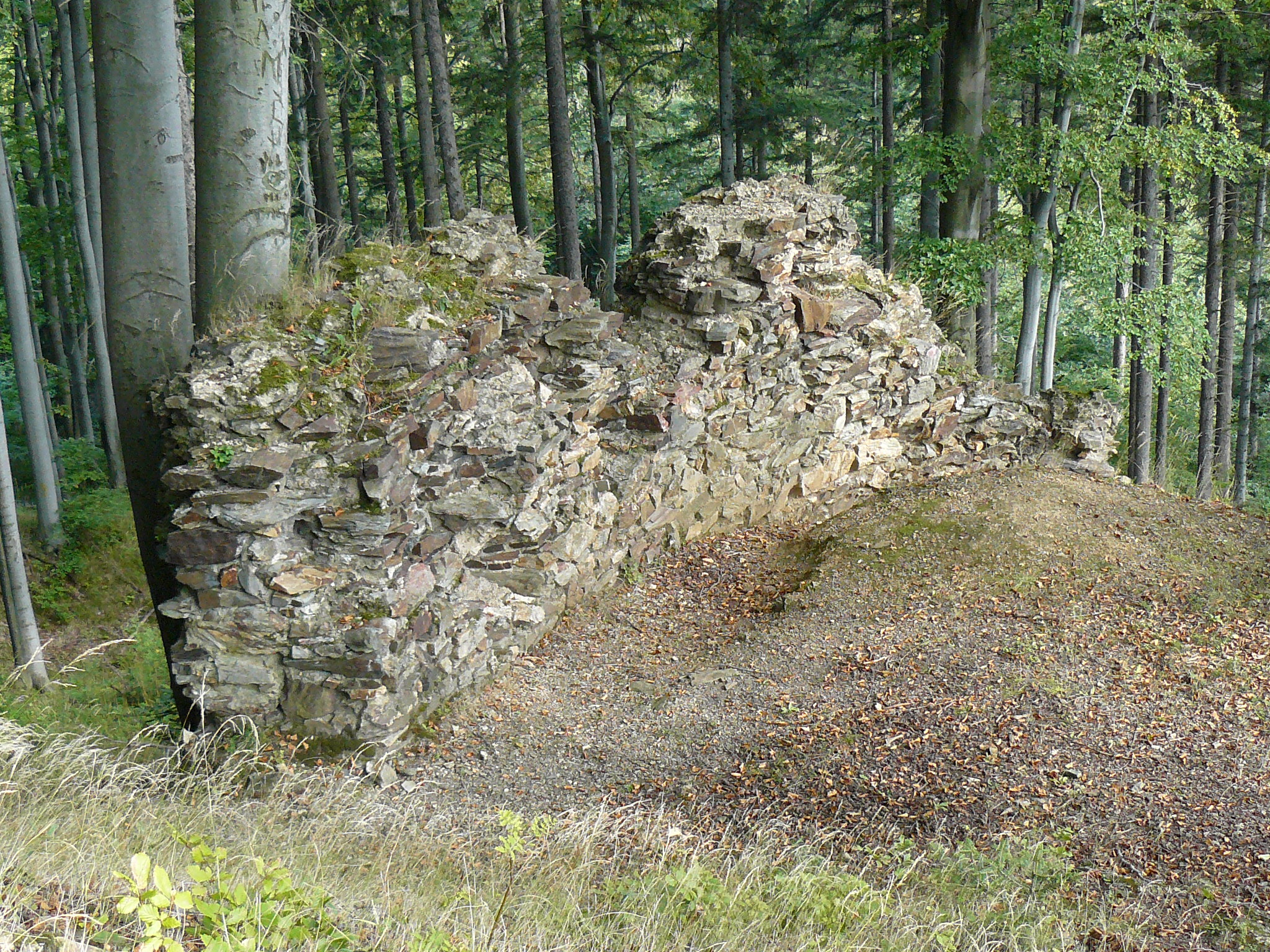
Mauerreste der Burg Edelstein

Die Ruine der Burg Edelštejn (deutsch Burg Edelstein) ist die Ruine einer Höhenburg südwestlich der Stadt Zlaté Hory im Okres Jeseník in der Region Olomoucký kraj in Tschechien. 

## Geschichte
Die Burg Edelstein entstand in der zweiten Hälfte des 13. Jahrhunderts im Grenzgebiet der Preseka zwischen Mähren und Schlesien. Sie wurde vermutlich vom Breslauer Bischof errichtet und diente der Landesverteidigung. Sie lag auf einem felsigen Gelände oberhalb eines Handelswegs, der von Breslau über Neisse, Ziegenhals und Freudenthal weiter nach Mähren führte. Bereits 1222 kam es um die in der Gegend liegenden Goldgruben zu Auseinandersetzungen zwischen dem Bischof Lorenz von Breslau und dem Markgrafen Vladislav Heinrich.
Erstmals urkundlich erwähnt wurde die Burg 1281, als der Troppauer Herzog Nikolaus I. in einem Konflikt mit dem Breslauer Bischof Thomas II. von der Burg Edelstein aus das Neisser Bistumsland verwüstete. Der Konflikt wurde mit einem Vertrag beigelegt, den der Breslauer Herzog Heinrich IV. beurkundete. Als Entschädigung erhielt der Bischof pfandweise Zuckmantel sowie die Burg Edelstein. 1440 verpfändete der Troppauer Herzog Wenzel II. († 1445/47) die Burg dem Oppelner Herzog Bolko V., der ein Anhänger der Hussiten war. Dessen Bruder und Nachfolger Herzog Nikolaus I. von Oppeln verkaufte die Burg 1465 dem böhmischen König Georg von Podiebrad, der sie dem Utraquisten Johann von Žerotín überließ. 1467 wurde die Burg Edelstein vom Breslauer Bischof Jost I. von Rosenberg erobert und zerstört. 1474 gelangte die zerstörte Burg endgültig an das Fürstentum Neisse.